# Reginald Pole
Reginald Pole, född 3 mars 1500 på Stourton Castle, Staffordshire, England, död 17 november 1558 i London, var en engelsk kardinal (1536), den siste romersk-katolske ärkebiskopen av Canterbury.

## Biografi

### Familj
Reignald Pole var tredje son till Richard Pole och Margaret, född Plantagenet. 
På fädernet var familjen av walesisk lågadel (engelska: landed gentry). Richard Pole var dock kusin med kung Henrik VII av England, och kom att bli en betydande ämbetsman vid kungens hov. Han hade bland annat uppdrag som high sheriff för Merionethshire samt kommendant av Harlech Castle och Montgomery Castle, samtliga belägna i Wales. 
Genom äktenskapet med Margaret Plantagenet, brorsdotter till Edvard IV och Rikard III av England, kunde Henrik VII stärka alliansen mellan Huset Lancaster och Huset York. Margaret var högadlig, en av bara två kvinnor som under 1500-talet var grevinna suo jure, det vill säga att adelstiteln förlänats henne själv. 

### Studier och karriär
Reginald Pole studerade i Oxford och därefter på kungens bekostnad i Padua och Paris. 
Han anlitades av Henrik VIII i statsangelägenheter, men kungens skilsmässoprocess ledde under början av 1530-talet till en brytning mellan dem. Pole gick i landsflykt och vigde sitt liv åt att återföra England till lydnad under påven. År 1536 utsåg Paulus III honom till kardinal. Han användes flitigt av kurian för diplomatiska uppdrag. 
Efter drottning Marias trontillträde återvände han till England som påvlig legat och verkade för återinförandet av den romerska kyrkoordningen. År 1556 blev han ärkebiskop av Canterbury, men avsattes redan 1557 av påven Paulus IV från sina värdigheter som legat och ärkebiskop i samband med en politisk brytning mellan England och påven. Pole avled, innan denna tvist fått sin lösning.